# Holemadapura, Honnali
Holemadapura là một làng thuộc tehsil Honnali, huyện Davanagere, bang Karnataka, Ấn Độ.